# کوپل، بدفوردشر
کوپل، بدفوردشر (به انگلیسی: Cople) یک روستا و محله مدنی در بریتانیا است که در Bedford واقع شده‌است. کوپل ۷۰۰ نفر جمعیت دارد.